# Фантомас розлютився
«Фантома́с розлюти́вся» (інші назви «Фантомаса проти Інтерполу» (у Греції), «Фантомас повернувся», «Повернення Фантомаса» і «Фантомас розбушувався» (фр. «Fantômas se déchaîne») — друга частина трилогії французького режисера Андре Юнебеля про невловимого злочинця Фантомаса та інспектора Жюва. Стрічка є пародією на пригодницькі твори П'єра Сувестра та Марселя Аллена.

## Сюжет
Фільм починається з того, як комісара Жюва нагороджують орденом Почесного легіону за те, що завдяки його зусиллям Фантомас не з'являвся вже протягом року. Проте на вечері, присвяченій цій події Жюв одержує листа від Фантомаса, де той вітає його з нагородою.
Тим часом Фантомас викрадає професора Маршана, який займався розробкою телепатичної зброї, що була потрібна злочинцеві, аби підкорити волю та розум людей, а відтак стати повноправним володарем світу.

Фантомас викрадає професора Маршана

Фандор пише статтю, що цей злочин сплановано Фантомасом, хоча свідків цього не залишилося (охоронців професора застрелили). Але Жюв все одно не вірить, що викрадення професора справа рук Фантомаса, та навіть виступає на телебаченні, де стверджує, що це все побрехеньки Фандора. Однак під час виступу телестудію захоплюють люди Фантомаса і в прямому ефірі показують звернення до всіх телеглядачів свого шефа, який каже, що це він спланував та здійснив викрадення Маршана. Після цього звернення по телевізору було знову показано Жюва, який тепер уже сидів зв'язаний.
Через деякий час колега Маршана, професор Лефевр робить наукову доповідь про дослідження у сфері гіпнозу, на якій говорить, що світу нема чого боятися, адже професор Маршан не зможе завершити свою роботу, доки не ознайомиться з відкриттями Лефевра. Журналіст Фандор та Елен розуміють, що тепер Фантомас спробує викрасти професора Лефевра і, найімовірніше, зробить це на науковій конференції в Римі.
Фандор пішов у гості до професора та розповів йому свій план, за яким на наукову конференцію до Риму, замість Лефевра поїде він, Фандор, загримований під професора, аби нарешті схопити Фантомаса.
Тим часом представник президента Франції кричить на Жюва, що той повинен виправдати нагороду, яку він отримав. Після цього Жюв проводить інструктаж своїх людей, де показує їм свої «штучки» — сигару-пістолет та винахід «третьої руки».
Проте Фандор припустився помилки, не розповівши про свій план комісарові, адже Жюв теж поїхав до Риму разом із Бертраном та іншими своїми підлеглими. Щоправда Жюв вдавав із себе провідника вагона.
У поїзді герої потрапляють у всілякі цікаві та кумедні ситуації, кінцем яких виявилося те, що Жюв сам ледь не провалив власний план. Комісар подумав, що Фандор насправді Фантомас і кинувся на нього у вагоні-ресторані з криками, що той є Фантомасом. Елен, нічого не розуміючи, вдарила Жюва пляшкою по голові і той знепритомнів, після чого потрапив до поліції. Через те, що Жюв не мав при собі документів його ледь не заарештовують, але врешті-решт йому допомагають вибратися з відділку Фандор, Елен та Бертран. Після цього вони вирішують діяти спільно.
Все йде за планом, доки у Фандора, перевдягненого професором Лефевром, не беруть інтерв'ю в Римі у прямому ефірі. На питання чи існує НЛО і чому воно себе не проявляє Фандор відповів таку нісенітницю, що справжній професор, побачивши цю відповідь по телевізору, злякався, що тепер усі матимуть його за бовдура і вирішує негайно поїхати на наукову конференцію.
Тим часом Фантомас, загримований під професора Лефевра, теж прилітає до Рима. За його планом, один з його людей має підійти до професора і сказати тому, що його кличуть до телефона. Професор піде до кімнати з телефоном, де його відразу ж викрадуть. А Фантомас вдаватиме з себе професора до кінця конференції, після чого одразу втече.
Але план Фантомаса ледь не було провалено завдяки рішучим діям Фандора та комісара Жюва, який навіть застрелив двох Фантомасових охоронців. Та, оскільки в цей час до Риму приїхав ще й справжній професор, Фантомасу вдалося здійснити викрадення Лефевра, завдяки гаміру та ґвалту, який був зчинився. Також невловимий лиходій зумів викрасти Елен з її молодшим братом.

Комісар Жюв та його помічник Бертран прослуховують кімнату Елен та Фандора

А комісар Жюв, через свій винахід третьої руки потрапляє до психіатричної клініки, звідки його «рятує» Бертран.
Фантомас пропонує Елен стати його коханкою та помічницею і дає час на роздуми, відпускаючи її. А щоб вона прийняла правильне рішення, він залишає в себе в заручниках її брата. Елен повертається до готелю, де на неї вже чекає запрошення на бал від маркіза де Растеллі, яким є перевдягнений Фантомас. Раптом до кімнати зайшов Фандор, який спитав, де вона була. Елен свариться з ним та йде. Жюв і Бертран, перед цим встановивши в її кімнаті апаратуру для прослуховування, теж дізнаються про бал і вирішують піти на нього разом із Фандором та співробітниками Інтерполу.

Брендовий кадр з фільму. Фантомас відлітає в автомобілі Citroën DS

Проте на цьому балі Фантомас знешкоджує людей з Інтерполу. А сам бал виявляється пасткою для головних героїв. Жюву вдається чинити час опір та застрелити кількох людей Фантомаса, завдяки винаходу ноги-карабіна, але друзів все одно було приспано газом.
Вони прокинулися в лігві Фантомаса. Фантомас пояснив, що залишив їх живими, аби поставити над Жювом, Фандором та Бертраном досліди з відділення голови від тулуба, проте зробить він це тільки в тому разі, якщо Елен не погодиться стати його коханкою. А щоб довести, що він (Фантомас) завжди тримає слово, злодій пішов привести до неї її живого та неушкодженого брата. А тим часом його люди стерегтимуть піддослідних.
Дівчина вже була готова пристати на вимогу Фантомаса, але Жюв пішов на хитрість. Завдяки його винаходу сигари-пістолета він знешкодив охоронців, після чого до друзів прийшли на допомогу професор Маршан і професор Лефевр, які розповіли їм, що вони не гаяли часу в лабораторії Фантомаса і створили телепатичну зброю.
Коли Фантомас привів брата Елен, він побачив, що його жертви звільнилися. Проте злочинцеві вдається втекти, завдяки тому, що їх затримали його люди. Вони ледь не застрелили героїв, якби не Фандор, що встиг вбити Фантомасових посіпак з карабіна.
Через деякий час з тих, хто наздоганяв невловимого злодія, залишилися лише Фандор та Жюв. Але Фантомас легко тікає і від них, використовуючи летючий Citroën DS.

## У ролях
- Жан Маре — зіграв чотири ролі:
 журналіста газети «Світанок» Фандора
 Фантомаса
Професора Лефевра 
Маркіза де Растеллі
- Луї де Фюнес — комісар поліції Поль Жюв
- Мілен Демонжо — журналістка газети «Світанок» Елен, наречена Фандора
- Жак Дінам[ru] — інспектор Мішель Бертран, головний помічник комісара Жюва
- Олів'є де Фюнес — Мішель, брат Елен
- Робер Дальбан[ru] — редактор газети «Світанок»
- Крістіан Тома — помічник Жюва з вусами
- Мішель Дюплекс[ru] — помічник Жюва в окулярах
- Альберт Дагнант — професор Маршан
- Анрі Атталь — один з помічників Фантомаса
- Домінік Зарді — один з помічників Фантомаса
- Мішель Томас
- П'єро Торді
- та ін.

## Український дубляж
- Андрій Самінін — журналіст газети «Світанок» Жером Фандор; Фантомас; професор Лефевр
- Ярослав Чорненький — комісар поліції Поль Жюв
- Наталя Поліщук — журналістка газети «Світанок» Елен, наречена Фандора
- Михайло Жонін — інспектор Мішель Бертран, головний помічник комісара Жюва
- Олег Стальчук — редактор газети «Світанок»
  - А також: Анатолій Пашнін та Кирило Нікітенко.

Фільм дубльовано міжнародним медіа-центром «СТБ» у 2008 році.
- Режисер дубляжу — Луїза Попова
- Звукорежисер — Вадим Осипенко
- Диктор — Анатолій Пашнін

## Знімальна група
- Автори сценарію: Жан Ален[fr], П'єр Фуко[fr]
- Режисер: Андре Юнебель
- Оператор: Раймон Лемуань
- Композитор: Мішель Мань
- Художник: Макс Дуї
- Монтаж: Жан Фейте
- Директор: Сіріл Гріз
- Звук: Рене С. Форгет
- Продюсери: Поль Садас, Алан Пуаре[ru]

## Назви
| Назва                                                       | Країна                         |
| ----------------------------------------------------------- | ------------------------------ |
| Fantômas se déchaîne                                        | Франція                        |
| Fantomas Strikes Back                                       | Велика Британія, США           |
| Fantomas breekt los                                         | Нідерланди                     |
| Fantomas gegen Interpol                                     | Східна Німеччина               |
| Fantomas iskee jälleen                                      | Фінляндія                      |
| Fantomas minaccia il mondo                                  | Італія                         |
| Fantomas ov povratak                                        | Югославія                      |
| Фантомас разбушевался                                       | Росія                          |
| Фантомас се развихря                                        | Болгарія                       |
| Fantomas se zlobí (Чехія) / Fantomas sa hnevá (Словаччина)  | Чехословаччина                 |
| Fantomas vuelve                                             | Іспанія                        |
| Fantomas wraca                                              | Польща                         |
| The Vengeance of Fantomas                                   | Альтернативна англійська назва |
| Fantomasin paluu                                            | Фінляндія (альтернативна)      |
| Ο Φαντομάς εναντίον της Ιντερπόλ (Фантомас проти Інтерполу) | Греція                         |

## Цікаві факти
- У фільмі є епізод, де один з постояльців готелю говорить чистою російською мовою. Ще цікавіше те, що цей же актор, в третій частині трилогії про Фантомаса, грає махараджу Кемпурі, який теж говорить російською.
- Роль літаючого автомобіля Фантомаса виконав легендарний Citroën DS.
- Одним з найкращих дублювань трилогії про Фантомаса вважається[ким?] радянський дубляж, де Луї де Фюнеса озвучив Володимир Кенігсон, Жана Маре — Володимир Дружников, Мілен Демонжо — Тетяна Конюхова. Дубляж стрічки українською мовою був зроблений телеканалом «СТБ» у 2008 році.
- «Фантомасами» називали банду братів Толстопятових, яка діяла в Ростові-на-Дону, та вдягала під час пограбувань чорні панчохи.[1]